# آریستیده گاربینی
آریستیده گاربینی (ایتالیایی: Aristide Garbini؛ ۹ آوریل ۱۸۹۰ – ۳ فوریه ۱۹۵۰) هنرپیشه اهل ایتالیا بود.
از فیلم‌ها یا برنامه‌های تلویزیونی که وی در آن نقش داشته‌است، می‌توان به رزهای قرمز، چهار قدم در ابرها، صلیبیون توانا، دبران، قلب و روح، جنگجویان صلیبی، شهر رنج، میهمان یک‌شبه، دکتر آنتونیو، مسالینا و میخانه سرخ اشاره کرد.